# 最佳台語專輯獎 (金曲獎)
金曲獎最佳台語專輯獎是由臺灣文化部影視及流行音樂產業局舉辦的金曲獎現行頒發獎項。1990年第2屆設立最佳專輯獎，2005年第16屆起專輯獎改按語言劃分為國語（華語）、台語、客語和原住民語四項專輯獎，2017年第28屆起除保留按語言劃分的四項專輯獎之外另增設年度專輯獎。迄今，台語專輯獎項由江蕙的專輯入圍和獲得次數最多，共入圍7次並獲獎4次。

## 歷屆入圍暨得獎名單
|  | 獲獎者 |

### 最佳台語流行音樂演唱專輯獎（第16屆－第17屆）
| 年份 （屆次）   | 入圍名單                                                     | 備註        |
| --------------- | ------------------------------------------------------------ | ----------- |
| 2005 （第16屆） | 《愛著啊》 亞律音樂股份有限公司 演唱者：江蕙                 | [ 1 ] [ 2 ] |
| 2005 （第16屆） | 《真心話》／大旗製作股份有限公司（演唱者：秀蘭瑪雅）         | [ 1 ] [ 2 ] |
| 2005 （第16屆） | 《出狀元》／藍萊姆藝科有限公司（演唱者：張羽偉）             | [ 1 ] [ 2 ] |
| 2005 （第16屆） | 《黑色吉他》／軸心商業音樂設計有限公司（演唱者：蕭煌奇）     | [ 1 ] [ 2 ] |
| 2005 （第16屆） | 《最近的我》／赤腳不辣有限公司（演唱者：亂彈阿翔）           | [ 1 ] [ 2 ] |
| 2006 （第17屆） | 《愛作夢的魚》 亞律音樂股份有限公司 演唱者：江蕙             | [ 3 ] [ 4 ] |
| 2006 （第17屆） | 《你愛的不是我》／華特國際音樂股份有限公司（演唱者：施文彬） | [ 3 ] [ 4 ] |
| 2006 （第17屆） | 《紅》／亞律音樂股份有限公司（演唱者：黃妃）                 | [ 3 ] [ 4 ] |
| 2006 （第17屆） | 《甲你作伴》／亞律音樂股份有限公司（演唱者：黃乙玲）         | [ 3 ] [ 4 ] |
| 2006 （第17屆） | 《雙面人》／艾迴股份有限公司（演唱者：伍佰）                 | [ 3 ] [ 4 ] |

### 最佳台語專輯獎（第18屆－至今）
| 年份 （屆次）   | 入圍名單                                                                  | 備註          |
| --------------- | ------------------------------------------------------------------------- | ------------- |
| 2007 （第18屆） | 《真的假的！？》 典選音樂事業股份有限公司 演唱者：董事長樂團              | [ 5 ] [ 6 ]   |
| 2007 （第18屆） | 《海尪‧油桐花新娘》／陳明章音樂工作有限公司（演唱者：陳明章）             | [ 5 ] [ 6 ]   |
| 2007 （第18屆） | 《博杯》／亞律音樂股份有限公司（演唱者：江蕙）                            | [ 5 ] [ 6 ]   |
| 2007 （第18屆） | 《檳榔交出來》／星火製作有限公司（演唱者：砰砰樂隊）                      | [ 5 ] [ 6 ]   |
| 2007 （第18屆） | 《新寶島康樂隊第6發》／滾石國際音樂股份有限公司（演唱者：新寶島康樂隊）   | [ 5 ] [ 6 ]   |
| 2008 （第19屆） | 《真情歌》 黑色吉他工作室 演唱者：蕭煌奇                                  | [ 7 ] [ 8 ]   |
| 2008 （第19屆） | 《人間有愛3－歡喜作伴》／靜思文化志業有限公司                             | [ 7 ] [ 8 ]   |
| 2008 （第19屆） | 《拷！！出來了！！！》／參拾柒度製作有限公司（演唱者：拷秋勤）            | [ 7 ] [ 8 ]   |
| 2008 （第19屆） | 《衛生紙》／滾石國際音樂股份有限公司（演唱者：新寶島康樂隊）              | [ 7 ] [ 8 ]   |
| 2008 （第19屆） | 《厝邊》／華納國際音樂股份有限公司（演唱者：鄭秋玄）                      | [ 7 ] [ 8 ]   |
| 2009 （第20屆） | 《甲你攬牢牢》 阿爾發音樂股份有限公司 演唱者：江蕙                        | [ 9 ] [ 10 ]  |
| 2009 （第20屆） | 《夢中的形影》／大旗製作股份有限公司（演唱者：秀蘭瑪雅）                  | [ 9 ] [ 10 ]  |
| 2009 （第20屆） | 《Only Love》／貳樓音樂工作室（演唱者：黃連煜）                           | [ 9 ] [ 10 ]  |
| 2009 （第20屆） | 《講乎自己聽》／娛樂線股份有限公司（演唱者：黃乙玲）                      | [ 9 ] [ 10 ]  |
| 2010 （第21屆） | 《大員一家農出來》 大吉祥整合行銷有限公司 演唱者：嚴詠能                  | [ 11 ] [ 12 ] |
| 2010 （第21屆） | 《初登場》／喜歡唱片股份有限公司（演唱者：江蕙）                          | [ 11 ] [ 12 ] |
| 2010 （第21屆） | 《愛作夢的人》／黑色吉他工作室（演唱者：蕭煌奇）                          | [ 11 ] [ 12 ] |
| 2010 （第21屆） | 《黃妃的歌》／無非文化有限公司（演唱者：黃妃）                            | [ 11 ] [ 12 ] |
| 2010 （第21屆） | 《底片》／雅雯音樂工作室有限公司（演唱者：詹雅雯）                        | [ 11 ] [ 12 ] |
| 2011 （第22屆） | 《當時欲嫁》 阿爾發音樂股份有限公司 演唱者：江蕙                          | [ 13 ] [ 14 ] |
| 2011 （第22屆） | 《相思聲聲》／無非文化有限公司（演唱者：黃妃）                            | [ 13 ] [ 14 ] |
| 2011 （第22屆） | 《有唱有保庇》／喜歡唱片股份有限公司（演唱者：王彩樺）                    | [ 13 ] [ 14 ] |
| 2011 （第22屆） | 《眾神護臺灣》／大吉祥整合行銷有限公司（演唱者：董事長樂團）              | [ 13 ] [ 14 ] |
| 2011 （第22屆） | 《野狼125》／角頭文化事業股份有限公司（演唱者：湯姆、哈克）               | [ 13 ] [ 14 ] |
| 2012 （第23屆） | 《思念會驚》 華納國際音樂股份有限公司 演唱者：蕭煌奇                      | [ 15 ] [ 16 ] |
| 2012 （第23屆） | 《環島旅行》／亂音製作有限公司（演唱者：施文彬）                          | [ 15 ] [ 16 ] |
| 2012 （第23屆） | 《天荒地老》／動脈音樂文化傳播有限公司（演唱者：荒山亮）                  | [ 15 ] [ 16 ] |
| 2012 （第23屆） | 《月彎彎》／乾坤影視傳播有限公司（演唱者：謝金燕）                        | [ 15 ] [ 16 ] |
| 2012 （第23屆） | 《春夏秋冬》／滾石國際音樂股份有限公司（演唱者：李婭莎）                  | [ 15 ] [ 16 ] |
| 2013 （第24屆） | 《台南》 三川娛樂有限公司 演唱者：謝銘祐                                  | [ 17 ] [ 18 ] |
| 2013 （第24屆） | 《新寶島康樂隊第狗張》／滾石國際音樂股份有限公司（演唱者：新寶島康樂隊）  | [ 17 ] [ 18 ] |
| 2013 （第24屆） | 《思念無罪》／喜歡唱片股份有限公司（演唱者：吳申梅）                      | [ 17 ] [ 18 ] |
| 2013 （第24屆） | 《愛》／滾石國際音樂股份有限公司（演唱者：李婭莎）                        | [ 17 ] [ 18 ] |
| 2013 （第24屆） | 《發生了什麼事？》／大吉祥整合行銷有限公司（演唱者：拷秋勤）              | [ 17 ] [ 18 ] |
| 2014 （第25屆） | 《30岀頭》 小宇宙音樂工作室 演唱者：陳建瑋                                | [ 19 ] [ 20 ] |
| 2014 （第25屆） | 《趁我還會記》／動脈音樂文化傳播有限公司（演唱者：荒山亮）                | [ 19 ] [ 20 ] |
| 2014 （第25屆） | 《再會！青春》／有料音樂有限公司（演唱者：滅火器）                        | [ 19 ] [ 20 ] |
| 2014 （第25屆） | 《一條命》／大吉祥整合行銷有限公司（演唱者：董事長樂團）                  | [ 19 ] [ 20 ] |
| 2014 （第25屆） | 《惦在你身邊》／乾坤影視傳播有限公司（演唱者：黃乙玲）                    | [ 19 ] [ 20 ] |
| 2014 （第25屆） | 《遠走高飛》／喜歡唱片股份有限公司（演唱者：江蕙）                        | [ 19 ] [ 20 ] |
| 2015 （第26屆） | 《上水的花》 華納國際音樂股份有限公司 演唱者：蕭煌奇                      | [ 21 ] [ 22 ] |
| 2015 （第26屆） | 《失竊千年》／衝組創玩有限公司（演唱者：閃靈）                            | [ 21 ] [ 22 ] |
| 2015 （第26屆） | 《新寶島康樂隊第叔張》／滾石國際音樂股份有限公司（演唱者：新寶島康樂隊）  | [ 21 ] [ 22 ] |
| 2015 （第26屆） | 《也獸》／三川娛樂有限公司（演唱者：謝銘祐）                              | [ 21 ] [ 22 ] |
| 2015 （第26屆） | 《北極星》／雅雯音樂工作室有限公司（演唱者：詹雅雯）                      | [ 21 ] [ 22 ] |
| 2016 （第27屆） | 《古倫美亞》 喜歡唱片股份有限公司 演唱者：陳建瑋                          | [ 23 ] [ 24 ] |
| 2016 （第27屆） | 《台語新浪潮》／動脈音樂文化傳播有限公司                                  | [ 23 ] [ 24 ] |
| 2016 （第27屆） | 《歌聲進鄉團》／亂音製作有限公司（演唱者：施文彬）                        | [ 23 ] [ 24 ] |
| 2016 （第27屆） | 《張三李四》／安樂茂思國際事業有限公司（演唱者：張三李四）                | [ 23 ] [ 24 ] |
| 2016 （第27屆） | 《緩緩愛》／動脈音樂文化傳播有限公司（演唱者：江惠儀）                    | [ 23 ] [ 24 ] |
| 2017 （第28屆） | 《釘子花》 環球國際唱片股份有限公司 演唱者：伍佰                          | [ 25 ] [ 26 ] |
| 2017 （第28屆） | 《台北直直撞》／顏社企業有限公司（演唱者：李英宏）                        | [ 25 ] [ 26 ] |
| 2017 （第28屆） | 《REBORN》／火氣音樂股份有限公司（演唱者：滅火器）                        | [ 25 ] [ 26 ] |
| 2017 （第28屆） | 《舊年》／三川娛樂有限公司（演唱者：謝銘祐）                              | [ 25 ] [ 26 ] |
| 2017 （第28屆） | 《台客電力公司》／這虎音樂工作室（演唱者：台客電力公司）                  | [ 25 ] [ 26 ] |
| 2017 （第28屆） | 《董事長的少年時代》／大吉祥整合行銷有限公司（演唱者：董事長樂團）        | [ 25 ] [ 26 ] |
| 2018 （第29屆） | 《卡通人物》 艾格普蘭特艾格有限公司 演唱者：茄子蛋                        | [ 27 ] [ 28 ] |
| 2018 （第29屆） | 《縫夢》／時代創藝企業有限公司（演唱者：許富凱）                          | [ 27 ] [ 28 ] |
| 2018 （第29屆） | 《撼山河》／陳明章音樂工作有限公司（演唱者：陳明章）                      | [ 27 ] [ 28 ] |
| 2018 （第29屆） | 《根》／農村武裝青年（演唱者：農村武裝青年）                              | [ 27 ] [ 28 ] |
| 2018 （第29屆） | 《人生我敬你一杯》／華納國際音樂股份有限公司（演唱者：蕭煌奇）            | [ 27 ] [ 28 ] |
| 2019 （第30屆） | 《西部》 角頭文化事業股份有限公司 演唱者：廖士賢                          | [ 29 ] [ 30 ] |
| 2019 （第30屆） | 《政治》／衝組創玩有限公司（演唱者：閃靈）                                | [ 29 ] [ 30 ] |
| 2019 （第30屆） | 《露螺》／藤音樂工作室（演唱者：江惠儀）                                  | [ 29 ] [ 30 ] |
| 2019 （第30屆） | 《查某囡仔》／樂是達娛樂有限公司（演唱者：李千娜）                        | [ 29 ] [ 30 ] |
| 2019 （第30屆） | 《爵好》／滾石國際音樂股份有限公司（演唱者：官靈芝）                      | [ 29 ] [ 30 ] |
| 2019 （第30屆） | 《溫一壺青春下酒》／洗耳恭聽股份有限公司（演唱者：流氓阿德）              | [ 29 ] [ 30 ] |
| 2019 （第30屆） | 《暗網》／人人有功練音樂工作室（演唱者：大支）                            | [ 29 ] [ 30 ] |
| 2020 （第31屆） | 《裝潢》 禾廣娛樂股份有限公司 演唱者：濁水溪公社                          | [ 31 ] [ 32 ] |
| 2020 （第31屆） | 《善良的歹人》／紅豆娛樂股份有限公司（演唱者：蘇明淵）                    | [ 31 ] [ 32 ] |
| 2020 （第31屆） | 《鏡》／這虎音樂工作室（演唱者：潘越雲）                                  | [ 31 ] [ 32 ] |
| 2020 （第31屆） | 《我們以後要結婚》／艾格普蘭特艾格有限公司（演唱者：茄子蛋）              | [ 31 ] [ 32 ] |
| 2020 （第31屆） | 《燒金蕉》／洗耳恭聽股份有限公司（演唱者：百合花）                        | [ 31 ] [ 32 ] |
| 2020 （第31屆） | 《無名英雄》／火氣音樂股份有限公司（演唱者：滅火器）                      | [ 31 ] [ 32 ] |
| 2021 （第32屆） | 《自本》 滾石國際音樂股份有限公司 演唱者：曹雅雯                          | >             |
| 2021 （第32屆） | 《拾歌》／何樂音樂有限公司（演唱者：許富凱）                              | >             |
| 2021 （第32屆） | 《有你的故事》／洗耳恭聽股份有限公司                          | >             |
| 2021 （第32屆） | 《共你惜惜》／時代創藝企業有限公司（演唱者：浩子）                        | >             |
| 2021 （第32屆） | 《赤跤紳士》／三十而立有限公司（演唱者：嬉班子）                          | >             |
| 2021 （第32屆） | 《上半場》／好痛音樂事業有限公司（演唱者：張涵雅）                        | >             |
| 2022 （第33屆） | 《不是路》 滾石國際音樂股份有限公司 演唱者：百合花                        | [ 35 ] [ 36 ] |
| 2022 （第33屆） | 《新寶島康樂隊 第12張剪剪花》／新樂園製作有限公司（演唱者：新寶島康樂隊） | [ 35 ] [ 36 ] |
| 2022 （第33屆） | 《GOLDEN 太子 BRO》／街聲股份有限公司（演唱者：血肉果汁機）               | [ 35 ] [ 36 ] |
| 2022 （第33屆） | 《看無》／這虎音樂工作室（演唱者：王俊傑）                                | [ 35 ] [ 36 ] |
| 2022 （第33屆） | 《空》／九丸音樂有限公司（演唱者：江惠儀）                                | [ 35 ] [ 36 ] |
| 2022 （第33屆） | 《下半場》／好痛音樂事業有限公司（演唱者：張涵雅）                        | [ 35 ] [ 36 ] |
| 2023 （第34屆） | 《水逆》 火氣音樂股份有限公司 演唱者：鄭宜農                              | [ 37 ] [ 38 ] |
| 2023 （第34屆） | 《邊緣轉生術 Holy Gazai》／創銘實業股份有限公司（演唱者：A_Root同根生）   | [ 37 ] [ 38 ] |
| 2023 （第34屆） | 《格》／顏社企業有限公司（演唱者：DJ MR.GIN）                             | [ 37 ] [ 38 ] |
| 2023 （第34屆） | 《萬壽菊》／夕陽音樂產業有限公司（演唱者：黃浩庭）                        | [ 37 ] [ 38 ] |
| 2023 （第34屆） | 《憐朱安》／比佛利影音多媒體有限公司（演唱者：蔡秋鳳）                    | [ 37 ] [ 38 ] |
| 2023 （第34屆） | 《禁》／滾石國際音樂股份有限公司（演唱者：曹雅雯）                        | [ 37 ] [ 38 ] |
| 2024 （第35屆） | 《夜婆 Iā-Pô》 創銘實業股份有限公司 演唱者：巴奈 Panai                    | [ 39 ] [ 40 ] |
| 2024 （第35屆） | 《簡單一句話》／吃淂開音樂有限公司（演唱者：鄭平）                        | [ 39 ] [ 40 ] |
| 2024 （第35屆） | 《海海人生》／晨安音樂有限公司（演唱者：青虫 aoi）                        | [ 39 ] [ 40 ] |
| 2024 （第35屆） | 《家和萬事興》／火氣音樂股份有限公司（演唱者：滅火器）                    | [ 39 ] [ 40 ] |
| 2024 （第35屆） | 《一路平安》／滾石移動股份有限公司（演唱者：熊美玲）                      | [ 39 ] [ 40 ] |
| 2024 （第35屆） | 《五木大學》／何樂音樂有限公司（演唱者：許富凱）                          | [ 39 ] [ 40 ] |
| 2025 （第36屆） | 《Suí 水》 果核音樂玫瑰森林農場有限公司 演唱者：李竺芯                    |               |
| 2025 （第36屆） | 《像咱這款人》／典選音樂事業股份有限公司（演唱者：楊肅浩）                |               |
| 2025 （第36屆） | 《物件，所在》／麟鑫實業有限公司（演唱者：FunkyMo）                       |               |
| 2025 （第36屆） | 《罐頭塔》／持之音股份有限公司（演唱者：陳以恆）                          |               |
| 2025 （第36屆） | 《偏南》／三川娛樂有限公司（演唱者：謝銘祐）                              |               |
| 2025 （第36屆） | 《滴滴答答》／傻皮文創有限公司（演唱者：王彙筑）                          |               |

## 統計
由於自第28屆起增設「年度專輯獎」（類似回復不拘語言之「最佳流行音樂演唱專輯獎」），故以下項目只統計第16屆後依語言獨立設獎之部分。

### 次數之最
| 項目             | 首位         | 次位                                    |
| ---------------- | ------------ | --------------------------------------- |
| 獲獎次數最多     | 江蕙 （4次） | 蕭煌奇 （3次）                          |
| 入圍次數最多     | 江蕙 （7次） | 蕭煌奇 （6次）                          |
| 連續入圍次數最多 | 江蕙 （3次） | 新寶島康樂隊 黃妃 李婭莎 張涵雅 （2次） |

### 時間之最
| 項目         | 內容 | 演唱者                               | 數據     |
| ------------ | ---- | ------------------------------------ | -------- |
| 獲獎相隔時間 | 最短 | 江蕙                                 | 相隔1屆  |
| 獲獎相隔時間 | 最長 | 蕭煌奇                               | 相隔4屆  |
| 入圍相隔時間 | 最短 | 江蕙 新寶島康樂隊 黃妃 李婭莎 張涵雅 | 相隔1屆  |
| 入圍相隔時間 | 最長 | 伍佰 陳明章                          | 相隔11屆 |

### 其他
| 項目             | 演唱者                                                                                  | 數據                                                                                |
| ---------------- | --------------------------------------------------------------------------------------- | ----------------------------------------------------------------------------------- |
| 首次入圍即獲獎   | 江蕙 董事長樂團 嚴詠能 謝銘祐 陳建瑋 茄子蛋 廖士賢 濁水溪公社 曹雅雯 鄭宜農 巴奈 李竺芯 | 第16屆 第18屆 第21屆 第24屆 第25屆 第29屆 第30屆 第31屆 第32屆 第34屆 第35屆 第36屆 |
| 入圍最多次終獲獎 | 蕭煌奇                                                                                  | 2次                                                                                 |
| 入圍最多次未獲獎 | 新寶島康樂隊                                                                            | 5次                                                                                 |

## 歷屆獲獎、入圍者及次數統計
統計至2024年第35屆金曲獎得獎名單公布為止

### 專輯已獲獎者
| 專輯得獎次數 | 演唱者（專輯入圍次數）                                                                                                |
| ------------ | --- |
| 1            | 董事長樂團、謝銘祐（4次） 伍佰、茄子蛋、百合花、曹雅雯（2次） 嚴詠能、廖士賢、濁水溪公社、鄭宜農、巴奈、李竺芯（1次） |
| 2            | 陳建瑋（2次） |
| 3            | 蕭煌奇（6次） |
| 4            | 江蕙（7次） |

### 專輯未獲獎者
| 專輯入圍次數 | 演唱者 |
| ------------ | --- |
| 1            | 張羽偉、亂彈阿翔、砰砰樂團、鄭秋玄、黃連煜、王彩樺、湯姆、哈克、謝金燕、吳申梅、張三李四、李英宏、台客電力公司、農村武裝青年、李千娜、官靈芝、流氓阿德、大支、蘇明淵、潘越雲、浩子、嬉班子、血肉果汁機、王俊傑、同根生、DJ MR.GIN、黃浩庭、蔡秋鳳、鄭平、熊美玲、楊肅浩、FunkyMo、陳以恆、王彙筑 |
| 2            | 秀蘭瑪雅、拷秋勤、李婭莎、荒山亮、詹雅雯、陳明章、閃靈、張涵雅、青蟲 aoi |
| 3            | 黃妃、黃乙玲、施文彬、江惠儀、許富凱 |
| 4            | 滅火器 |
| 5            | 新寶島康樂隊 |

## 歷屆評論
| 年份 （屆次）   | 得獎者及專輯名稱   | 評論 |
| --------------- | ------------------ | --- |
| 2012 （第23屆） | 蕭煌奇《思念會驚》 | 選歌出色，製作物不失水準。有傳統、有新意，把台語專輯提升到更新、更好的層次。                                             |
| 2013 （第24屆） | 謝銘祐《台南》     | 呈現在地精神，從生活中累積渾然天成的生命力。從內涵到外在，演唱方式都和台南給人的感覺一致，像是從歷史中走了出來。         |
| 2014 （第25屆） | 陳建瑋《30岀頭》   | 從生活中累積渾然天成的生命力，有想法、有社會觀察，唱出有希望的人生，不失創作底蘊。                                       |
| 2015 （第26屆） | 蕭煌奇《上水的花》 | 選歌出色，製作物不失水準。有傳統、有新意，把台語專輯提升到更新、更好的層次。                                             |
| 2016 （第27屆） | 陳建瑋《古倫美亞》 | 專輯中每首歌曲都緊扣主題，製作精彩。用心做專輯，讓聽歌的人有深層的觸動。                                                 |
| 2017 （第28屆） | 伍佰《釘子花》     | 作品呈現渾然天成的生命力，有高度、有厚度，不失創作底蘊，更具有開創市場的領導性。                                         |
| 2018 （第29屆） | 茄子蛋《卡通人物》 | 用卡通人物的概念製作專輯，有創意，架構完整。雖然是年輕樂團，但是咬字、韻腳都很到位，接地氣又不失創作底蘊。               |
| 2019 （第30屆） | 廖士賢《西部》     | 專輯意境深遠，保留台語歌的味道，卻又同時呈現台語歌從未有過的聲音。歌詞特意選擇西部的腔調，專輯概念完整，細節講究至韻腳。 |
| 2020 （第31屆） | 濁水溪公社《裝潢》 | 從文化性、流行度到創新面都走在最前端，演唱口氣草根到位，語言運用成熟，展現警世的台語趣味。                               |
| 2021 （第32屆） | 曹雅雯《自本》     | 專輯內容超越語言界線，音樂兼具深度、廣度，讓不懂台語的人也能進入專輯呈現的世界，展現台語音樂的新高度。                   |
| 2022 （第33屆） | 百合花《不是路》   | 用傳統樂器把新音樂融合得順暢，有新意、有想法，兼具情感面，傳達意境而非炫技。                                             |
| 2023 （第34屆） | 鄭宜農《水逆》     | 從語言角度拉近各世代的認同，兼具文化性和時代性，既文青又淺顯易懂。                                                       |
| 2024 （第35屆） | 巴奈《夜婆》       | 整張專輯以描繪女性等不同議題的歌曲，串接起斷裂的時空背景，跟時代對話。錄音、混音質感絕佳，是完成度極高的藝術作品。       |
| 2025 （第36屆） | 李竺芯《水》       | 將生活經驗轉化成新鮮的音符組合，跳脫台語音樂的框架，發揮語言的創意。大膽創新且曲風多變，值得反覆聆聽。                   |

## 外部連結
- 第35屆金曲獎頒獎典禮官方網站
- 歷屆金曲獎得獎入圍名單 （页面存档备份，存于），文化部影視及流行音樂產業局